# Easy Serving Espresso

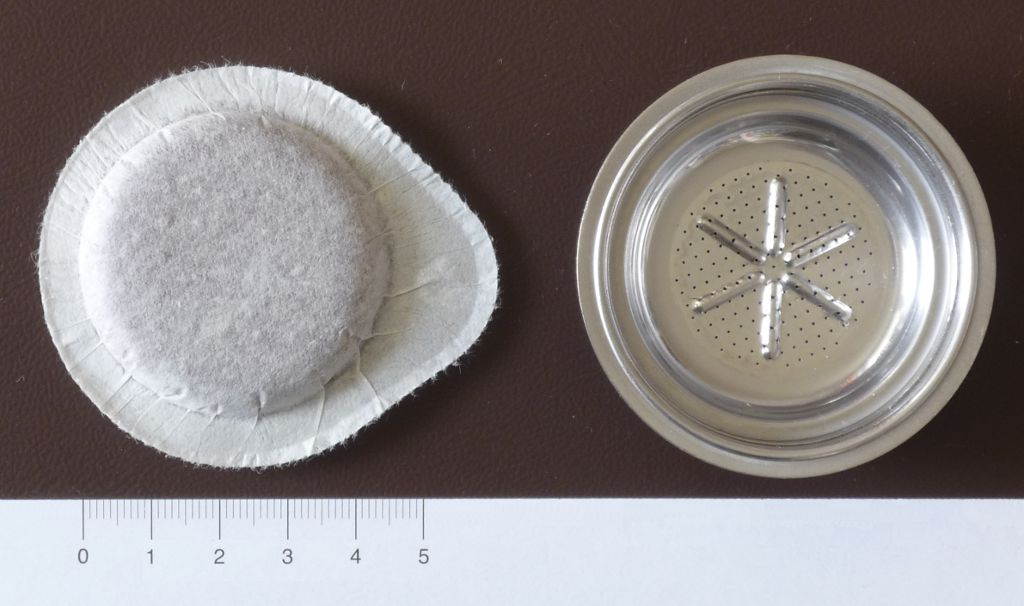
Cápsula E.S.E. y filtro E.S.E. para cafetera de portafiltros.

La cápsula Easy Serving Espresso (cápsula E.S.E.) es una pequeña cápsula de café empaquetada con una cobertura de filtro de papel para uso en cafeteras expreso sin molinillo. El estándar E.S.E. fue creado por la marca italiana Illy en los años 1970  y está mantenido por el "Consorcio para el Desarrollo y la Protección del E.S.E. Estándar."  El estándar está abierto a todos los fabricantes de tostadores y máquinas de café, autoproclamádose como "el único sistema abierto disponible en el sector para café espresso preparado con vainas de papel".

## Descripción
Cada cápsula E.S.E. contiene siete gramos de café comprimido en un filtro con un diámetro de 44mm. Antiguamente, muchas máquinas caseras monodosis en EE. UU. utilizaban cápsulas de 55mm y no podían usar cápsulas E.S.E. También son incompatibles con el sistema monodosis de Senseo, que tiene un diámetro más grande (70mm).
La cápsula se coloca dentro de un portafiltros para sistema E.S.E en un cafetera expreso normal o dentro de la cámara de filtrado de una cafetera de cápsula. La patente original para la tecnología de cápsulas de filtro estuvo registrada por K. Cyrus Melikian de Automatic Brewers And Coffee Devices, Inc. (ABCD) en Pensilvania, EE. UU., en 1959. Finalmente, las licencias para la tecnología de cápsula fueron concedidas a una empresa italiana y a otros desarrolladores, quienes crearon estándares concretos para tecnologías propietarias.
El uso original de las máquinas de cápsulas en Italia era para ahorrar al personal de oficina el tedio de preparar continuamente café expreso. Años después, las cafeteras de cápsulas se desarrollaron para el mercado doméstico, y para restaurantes y otros negocios de servicio alimentarios donde el expreso no era una especialidad. El uso de una cafetera de cápsula eliminó la mayoría de la formación requerida para operar una máquina expreso convencional.

## Historia de E.S.E.
El diseño de E.S.E. fue creado por Illy en 1989 como un esfuerzo de marketing para vender comodidad en la preparación doméstica de espresso.
En febrero de 1998, el "Consorcio (sin ánimo de lucro) para el Desarrollo y la Protección del E.S.E. estándar" fue fundado por siete fabricantes de tostadores y máquinas de café y se constituyó como guardián de la marca y la norma E.S.E. La especificación E.S.E. se pensó como un  diseño abierto para animar a la amplia adopción y para dar a los clientes la "libertad de elección y garantía de calidad".

## Sabor Espresso
Las cápsulas para cafeteras permiten a los distribuidores de muchas comidas y bebidas proporcionar una calidad estandarizada de expreso con resultados repetibles cada vez. Algunos aficionados al café consideran que el gusto es marcadamente inferior a un expreso tradicional hecho con granos recién molidos, sin embargo, la calidad de una taza de expreso es muy subjetiva, y un café expreso recién hecho depende de la habilidad del barista, el mantenimiento y calibración del equipo y otros factores. Por lo tanto, con una máquina tradicional cara y utilizando granos de café de calidad, un consumidor podría conseguir una taza de expreso de calidad inferior, si no se prepara el expreso correctamente.
Los usuarios y fabricantes de cápsulas citan los inconsistentes resultados de los métodos tradicionales como una de las razones por las que los consumidores a veces dejan de utilizar las máquinas tradicionales de expreso, y sostienen que la consistencia en la calidad de las cápsulas expreso prémium es comparable a la de una taza normal de espresso hecho a mano. Este hecho a menudo crea más lealtad de consumidor. La actual tecnología de cápsulas produce un alto volumen de crema, con presencia de espuma en la parte superior de la taza, y un gusto que muchos consumidores encuentran comparables con el disponible en las barras de café espresso actuales. Esta valoración puede ser debida, en parte, a la ausencia de baristas debidamente formados trabajando en bares y restaurantes.
The Telegraph notó en un artículo que Starbucks tuvo que cerrar temporalmente algunos de sus establecimientos para formar a sus baristas, citando problemas con la preparación de bebidas expreso y prácticas pobres como el reespumado de la leche o la calibración de la presión para tiempos no óptimos de preparación. Los fabricantes de cápsulas señalan que estos problemas generalmente se reducen con el uso de máquinas automáticas y tecnología de cápsulas.
Las ventajas de las cápsulas incluyen comodidad, velocidad de preparación, fácil limpieza, consistencia de gusto, y menos residuos de café.
Las desventajas incluyen un costo significativamente más alto por cada taza, un café más débil que el que se obtendría con un café recién molido en un contenedor más grande y una selección limitada de proveedores, así como algunos desechos de papel cuando las cápsulas son desechadas, y desechos de película de mylar de los paquetes en los que vienen las cápsulas. Aun así, los fabricantes de cápsulas usan solo 0.2 gramos de fibra de papel en una cápsula típica de 44 mm, y esta fibra es fácilmente degradable, por lo que el residuo principal es el empaquetado.